# Seznam třináctistovek na Šumavě
Toto je seznam hor a kopců na Šumavě s výškou přes 1 300 m n. m. Hory jsou seřazeny podle nadmořské výšky a doplněny o prominenci, souřadnice a geomorfologický podcelek. Tučné písmo vyjadřuje polohu vrcholu hory – zda leží v Česku, či ne.

## Seznam hor
| Pořadí  | Obrázek | Český název          | Německý název            | Nadmořská výška (m n. m.) | Prominence (m) | Zeměpisné souřadnice             | Hřbet                   |
| ------- | ------- | -------------------- | ------------------------ | ------------------------- | -------------- | -------------------------------- | ----------------------- |
| 1.      |         | Velký Javor          | Großer Arber             | 1456                      | 1031           | 49°06′43″ s. š., 13°08′10″ v. d. |                         |
| 2.      |         | Roklan               | Großer Rachel            | 1453                      | 496            | 48°58′43″ s. š., 13°23′21″ v. d. |                         |
| 3.      |         | Malý Roklan          | Kleiner Rachel           | 1399                      | 44             | 48°59′01″ s. š., 13°22′46″ v. d. |                         |
| 4.      |         | Malý Javor           | Kleiner Arber            | 1384                      | 129            | 49°06′48″ s. š., 13°06′37″ v. d. |                         |
| 5. - 6. |         | Plechý               | Plöckenstein             | 1378                      | 508            | 48°46′16″ s. š., 13°51′29″ v. d. | Trojmezenská hornatina  |
| 5. - 6. |         | Nad Rakouskou loukou | Hufberg                  | 1378                      | 35             | 48°46′13″ s. š., 13°50′48″ v. d. | Trojmezenská hornatina  |
| 7.      |         | Blatný vrch          | Plattenhausenriegel      | 1376                      | 151            | 48°57′50″ s. š., 13°26′56″ v. d. | Šumavské pláně          |
| 8.      |         | Luzný                | Lusen                    | 1373                      | 190            | 48°56′21″ s. š., 13°30′25″ v. d. | Šumavské pláně          |
| 9.      |         | Velká Mokrůvka       | Moorberg                 | 1370                      | 75             | 48°57′17″ s. š., 13°30′24″ v. d. | Šumavské pláně          |
| 10.     |         | Boubín               | Kubany                   | 1362                      | 368            | 48°59′28″ s. š., 13°49′06″ v. d. | Boubínská hornatina     |
| 11.     |         | Trojmezná            | Bayerischer Plöckenstein | 1362                      | 39             | 48°46′16″ s. š., 13°49′51″ v. d. | Trojmezenská hornatina  |
| 12.     |         | Špičník              | Großer Spitzberg         | 1351                      | 36             | 48°57′39″ s. š., 13°27′49″ v. d. | Šumavské pláně          |
| 13.     |         | Jezerní hora         |                          | 1344                      | 309            | 49°10′06″ s. š., 13°11′08″ v. d. | Železnorudská hornatina |
| 14.     |         | Vysoký hřeben        | Hochkamm                 | 1344                      | 26             | 48°46′30″ s. š., 13°48′48″ v. d. | Trojmezenská hornatina  |
| 15.     |         |                      | Steinfleckberg           | 1341                      | 56             | 48°57′05″ s. š., 13°31′22″ v. d. | Šumavské pláně          |
| 16.     |         |                      | Mittagsplatzl            | 1340                      | 95             | 49°05′36″ s. š., 13°08′34″ v. d. |                         |
| 17.     |         | Smrčina              | Hochficht                | 1338                      | 321            | 48°44′11″ s. š., 13°55′18″ v. d. | Trojmezenská hornatina  |
| 18.     |         | Plesná               | Lackenberg               | 1338                      | 263            | 49°06′15″ s. š., 13°18′44″ v. d. | Železnorudská hornatina |
| 19.     |         | Svaroh               | Zwercheck                | 1334                      | 15             | 49°10′28″ s. š., 13°09′56″ v. d. | Železnorudská hornatina |
| 20.     |         | Třístoličník         | Dreisesselberg           | 1333                      | 65             | 48°46′50″ s. š., 13°48′16″ v. d. | Trojmezenská hornatina  |
| 21.     |         | Malá Mokrůvka        | Moorkopf                 | 1331                      | 58             | 48°58′10″ s. š., 13°30′26″ v. d. | Šumavské pláně          |
| 22.     |         | Černá hora           | Schwarzberg              | 1316                      | 98             | 48°58′44″ s. š., 13°33′03″ v. d. | Šumavské pláně          |
| 23.     |         | Sokolí kámen         | Großer Falkenstein       | 1315                      | 110            | 49°05′07″ s. š., 13°16′56″ v. d. | Šumavské pláně          |
| 24.     |         | Poledník             | Mittagsberg              | 1315                      | 185            | 49°03′51″ s. š., 13°23′42″ v. d. | Šumavské pláně          |
| 25.     |         | Ždánidla             |                          | 1308                      | 110            | 49°06′13″ s. š., 13°20′50″ v. d. | Šumavské pláně          |
| 26.     |         | Stráž                |                          | 1308                      | 140            | 48°58′33″ s. š., 13°34′48″ v. d. | Šumavské pláně          |
| 27.     |         | Smrčina - S vrchol   |                          | 1304                      | 21             | 48°44′44″ s. š., 13°55′31″ v. d. | Trojmezenská hornatina  |
| 28.     |         | Studená hora         |                          | 1302                      | 49             | 48°58′46″ s. š., 13°27′48″ v. d. | Šumavské pláně          |